# NGC 2432
NGC 2432 est un amas ouvert, situé dans la constellation de la Poupe. Il a été découvert par l'astronome germano-britannique William Herschel en 1790.
NGC 2432 est à environ 2 030 pc (∼6 620 al) du système solaire et les dernières estimations donnent un âge de 151 millions d'années. La taille apparente de l'amas est de 7,0 minutes d'arc, ce qui, compte tenu de la distance, donne une taille réelle maximale d'environ 15 années-lumière.
Selon la classification des amas ouverts de Robert Trumpler, cet amas renferme moins de 50 étoiles (lettre p) dont la concentration est moyenne (II) et dont les magnitudes se répartissent sur un petit intervalle (le chiffre 1).